# Mictochroa albirena
Mictochroa albirena là một loài bướm đêm trong họ Noctuidae.